# World Masters 2021
Das World Masters 2021 hätte die insgesamt 47. Ausgabe des traditionsreichen Darts-Majorturniers sein sollen, welches nach einem Jahr Pause erstmals von der World Darts Federation ausgetragen werden sollte. Das Turnier war für den Zeitraum vom 2. bis zum 5. Dezember 2021 angesetzt und sollte im De Bonte Wever im niederländischen Assen stattfinden.
Am 3. September 2021 verkündete die WDF, dass das World Masters aufgrund der COVID-19-Pandemie um ein Jahr verschoben wird.

## Vor dem Turnier
Ursprünglich war das World Masters traditioneller Teil des Turnierkalenders der British Darts Organisation. Die Austragung im Jahr 2019 war jedoch gesäumt von mehreren Eklats, wie einer Änderung des Formats kurz vor Turnierbeginn und der Aufstellung von nicht realen Spielern, sodass die WDF sich dafür entschied, aufgrund von mehreren Regelverletzungen während des Turniers die BDO und ihre Turniere nicht mehr anzuerkennen.
Im darauffolgenden Jahr fand mit der BDO World Darts Championship 2020 das letzte Majorturnier, welches von der BDO ausgetragen wurde, statt. Mit der Liquidation des Dartverbandes und den zusätzlichen Auswirkungen der COVID-19-Pandemie stand auch fest, dass im Jahr 2020 kein BDO-Major mehr ausgetragen werden konnte.
Bereits im Januar 2020 wurden erste Intentionen der WDF klargemacht, ein eigenes World Masters zu etablieren. Am 18. Dezember 2020 verkündete die WDF dann, dass sie das Turnier unter dem Namen WDF World Masters zum Ende des Jahres 2021 übernehmen werde. Als Co-Organisation sollte der niederländische Dartverband Nederlandse Darts Bond fungieren.
Am 3. April 2021 wurden die Qualifikationskriterien für das World Masters bekanntgegeben.

## Teilnehmer

### Qualifikation
Folgende Spieler sind für das Turnier qualifiziert:
- Die Top 64 der WDF Main Ranking Table vom 4. Oktober 2021
- Die Top 64 der WDF Main Ranking Table vom 29. November 2021
- Die Top 8 der WDF Regional Ranking Table Australia vom 4. Oktober 2021
- Die Top 8 der WDF Regional Ranking Table Canada vom 4. Oktober 2021
- Die Top 8 der WDF Regional Ranking Table New Zealand vom 4. Oktober 2021
- Die Top 8 der WDF Regional Ranking Table USA vom 4. Oktober 2021
- Die Top 8 der WDF Regional Ranking Table Australia vom 29. November 2021
- Die Top 8 der WDF Regional Ranking Table Canada vom 29. November 2021
- Die Top 8 der WDF Regional Ranking Table New Zealand vom 29. November 2021
- Die Top 8 der WDF Regional Ranking Table USA vom 29. November 2021
- Die Top 16 der WDF Regional Ranking Table Asia vom 4. Oktober 2021
- Die Top 16 der WDF Regional Ranking Table East Europe vom 4. Oktober 2021
- Die Top 16 der WDF Regional Ranking Table North Europe vom 4. Oktober 2021
- Die Top 16 der WDF Regional Ranking Table UK/Ireland vom 4. Oktober 2021
- Die Top 16 der WDF Regional Ranking Table West Europe vom 4. Oktober 2021
- Die Top 16 der WDF Regional Ranking Table Asia vom 29. November 2021
- Die Top 16 der WDF Regional Ranking Table East Europe vom 29. November 2021
- Die Top 16 der WDF Regional Ranking Table North Europe vom 29. November 2021
- Die Top 16 der WDF Regional Ranking Table UK/Ireland vom 29. November 2021
- Die Top 16 der WDF Regional Ranking Table West Europe vom 29. November 2021
- Alle Halbfinalisten der Platin&Gold-Turniere 2020 und 2021
- Alle Finalisten der Silber-Turniere 2020 und 2021
- Alle Sieger der Bronze-Turniere 2020 und 2021
- Alle Sieger der Ranking-Turniere zwischen September und Dezember 2019
- Alle Medaillenträger des WDF World Cup 2019
- Alle Sieger des WDF Virtual Cup 2020
- Alle Sieger der BDO World Darts Championship
- Alle Sieger des World Masters
- Die letzten zehn Sieger der BDO World Youth Championship, die nicht mehr im Jugendbereich spielen dürfen
- Die letzten zehn Sieger des World Youth Masters, die nicht mehr im Jugendbereich spielen dürfen
- Alle Spieler, welche sich für das WDF World Youth Masters qualifizieren, aber vor dem 6. Dezember 2021 18 Jahre alt geworden sind
- jeweils zwanzig Spieler aus England, Deutschland und den Niederlanden
- jeweils acht Spieler aus Belgien, Tschechien, Dänemark, Irland, Spanien und Wales
- jeweils sechs Spieler aus Frankreich, Hongkong, Ungarn, Isle of Man, Italien, Japan, Südkorea, Luxemburg, Malaysia, Malta, Nordirland, Polen, Schottland und Schweden
- jeweils fünf Spieler aus Australien, Kanada, Neuseeland und den USA
- jeweils vier Spieler aus Österreich, Katalonien, Kroatien, Zypern, Ägypten, Finnland, Griechenland, Indien, dem Iran, Norwegen, Rumänien, Russland, Serbien, der Slowakei, Südafrika, der Schweiz und der Türkei
- jeweils zwei Spieler von den Bahamas, aus Brasilien, Bulgarien, Taiwan, Estland, Äthiopien, den Färöer, Gibraltar, Island, Jersey, Lettland, Litauen, Macau, Mongolia, Pakistan, Slowenien, Trinidad und Tobago, den Turks- und Caicosinseln und der Ukraine
- jeweils ein Spieler aus Barbados, Brunei, den Caymaninseln, Guernsey, Jamaika, Monaco, Singapur und Thailand

## Frauen

### Qualifikation
Folgende Spielerinnen sind für das Turnier qualifiziert:
- Die Top 64 der WDF Main Ranking Table vom 4. Oktober 2021
- Die Top 64 der WDF Main Ranking Table vom 29. November 2021
- Die Top 8 der WDF Regional Ranking Table Australia vom 4. Oktober 2021
- Die Top 8 der WDF Regional Ranking Table Canada vom 4. Oktober 2021
- Die Top 8 der WDF Regional Ranking Table New Zealand vom 4. Oktober 2021
- Die Top 8 der WDF Regional Ranking Table USA vom 4. Oktober 2021
- Die Top 8 der WDF Regional Ranking Table Australia vom 29. November 2021
- Die Top 8 der WDF Regional Ranking Table Canada vom 29. November 2021
- Die Top 8 der WDF Regional Ranking Table New Zealand vom 29. November 2021
- Die Top 8 der WDF Regional Ranking Table USA vom 29. November 2021
- Die Top 16 der WDF Regional Ranking Table Asia vom 4. Oktober 2021
- Die Top 16 der WDF Regional Ranking Table East Europe vom 4. Oktober 2021
- Die Top 16 der WDF Regional Ranking Table North Europe vom 4. Oktober 2021
- Die Top 16 der WDF Regional Ranking Table UK/Ireland vom 4. Oktober 2021
- Die Top 16 der WDF Regional Ranking Table West Europe vom 4. Oktober 2021
- Die Top 16 der WDF Regional Ranking Table Asia vom 29. November 2021
- Die Top 16 der WDF Regional Ranking Table East Europe vom 29. November 2021
- Die Top 16 der WDF Regional Ranking Table North Europe vom 29. November 2021
- Die Top 16 der WDF Regional Ranking Table UK/Ireland vom 29. November 2021
- Die Top 16 der WDF Regional Ranking Table West Europe vom 29. November 2021
- Alle Halbfinalistinnen der Platin&Gold-Turniere 2020 und 2021
- Alle Finalistinnen der Silber-Turniere 2020 und 2021
- Alle Siegerinnen der Bronze-Turniere 2020 und 2021
- Alle Siegerinnen der Ranking-Turniere zwischen September und Dezember 2019
- Alle Medaillenträgerinnen des WDF World Cup 2019
- Alle Siegerinnen des WDF Virtual Cup 2020
- Alle Siegerinnen der BDO World Darts Championship
- Alle Siegerinnen des World Masters
- Die letzten zehn Siegerinnen der BDO World Youth Championship, die nicht mehr im Jugendbereich spielen dürfen
- Die letzten zehn Siegerinnen des World Youth Masters, die nicht mehr im Jugendbereich spielen dürfen
- Alle Spielerinnen, welche sich für das WDF World Youth Masters qualifizieren, aber vor dem 6. Dezember 2021 18 Jahre alt geworden sind
- jeweils zwanzig Spielerinnen aus England, Deutschland und den Niederlanden
- jeweils acht Spielerinnen aus Belgien, Tschechien, Dänemark, Irland, Spanien und Wales
- jeweils sechs Spielerinnen aus Frankreich, Hongkong, Ungarn, Isle of Man, Italien, Japan, Südkorea, Luxemburg, Malaysia, Malta, Nordirland, Polen, Schottland und Schweden
- jeweils fünf Spielerinnen aus Australien, Kanada, Neuseeland und den USA
- jeweils vier Spielerinnen aus Österreich, Katalonien, Kroatien, Zypern, Ägypten, Finnland, Griechenland, Indien, dem Iran, Norwegen, Rumänien, Russland, Serbien, der Slowakei, Südafrika, der Schweiz und der Türkei
- jeweils zwei Spielerinnen von den Bahamas, aus Brasilien, Bulgarien, Taiwan, Estland, Äthiopien, den Färöer, Gibraltar, Island, Jersey, Lettland, Litauen, Macau, Mongolia, Pakistan, Slowenien, Trinidad und Tobago, den Turks- und Caicosinseln und der Ukraine
- jeweils ein Spielerinnen aus Barbados, Brunei, den Caymaninseln, Guernsey, Jamaika, Monaco, Singapur und Thailand

## Jungen

### Teilnehmer
Folgende Spieler sind für die Jungenwettbewerbe qualifiziert:
- Die Top 32 der WDF Youth Main Ranking Table vom 4. Oktober 2021
- Die Top 32 der WDF Youth Main Ranking Table vom 29. November 2021
- Die Top 4 der WDF Youth Regional Ranking Table Australia vom 4. Oktober 2021
- Die Top 4 der WDF Youth Regional Ranking Table Canada vom 4. Oktober 2021
- Die Top 4 der WDF Youth Regional Ranking Table New Zealand vom 4. Oktober 2021
- Die Top 4 der WDF Youth Regional Ranking Table USA vom 4. Oktober 2021
- Die Top 4 der WDF Youth Regional Ranking Table Australia vom 29. November 2021
- Die Top 4 der WDF Youth Regional Ranking Table Canada vom 29. November 2021
- Die Top 4 der WDF Youth Regional Ranking Table New Zealand vom 29. November 2021
- Die Top 4 der WDF Youth Regional Ranking Table USA vom 29. November 2021
- Die Top 8 der WDF Youth Regional Ranking Table Asia vom 4. Oktober 2021
- Die Top 8 der WDF Youth Regional Ranking Table East Europe vom 4. Oktober 2021
- Die Top 8 der WDF Youth Regional Ranking Table North Europe vom 4. Oktober 2021
- Die Top 8 der WDF Youth Regional Ranking Table UK/Ireland vom 4. Oktober 2021
- Die Top 8 der WDF Youth Regional Ranking Table West Europe vom 4. Oktober 2021
- Die Top 8 der WDF Youth Regional Ranking Table Asia vom 29. November 2021
- Die Top 8 der WDF Youth Regional Ranking Table East Europe vom 29. November 2021
- Die Top 8 der WDF Youth Regional Ranking Table North Europe vom 29. November 2021
- Die Top 8 der WDF Youth Regional Ranking Table UK/Ireland vom 29. November 2021
- Die Top 8 der WDF Youth Regional Ranking Table West Europe vom 29. November 2021
- Alle Sieger der Turniere zwischen September und Dezember 2019
- Alle Sieger der Ranking-Turniere 2020
- Alle Finalisten der Gold-Turniere 2021
- Alle Sieger der Silber&Bronze-Turniere 2021
- Alle Medaillenträger des WDF Youth World Cup 2019
- Alle Sieger und Finalisten des WDF Youth Europe Cup 2020
- Alle Sieger der BDO Youth Darts Championship unter 18 Jahren
- Alle Sieger des World Youth Masters unter 18 Jahren
- jeweils fünf Spieler aus England, Deutschland, den Niederlanden und den USA
- jeweils vier Spieler aus Australien und Indien
- jeweils drei Spieler aus Österreich, den Bahamas, Belgien, Kanada, Katalonien, Kroatien, Zypern, Tschechien, Dänemark, Ägypten, Äthiopien, Finnland, Frankreich, Griechenland, Hongkong, Ungarn, Iran, Italien, Japan, Luxemburg, Macau, Malaysia, Malta, Neuseeland, Nordirland, Norwegen, Polen, Irland, Russland, Südafrika, Spanien, Schweden, Schweiz, der Türkei und Wales
- jeweils zwei Spieler aus Barbados, Brasilien, Brunei, Bulgarien, den Caymaninseln, Taiwan, Estland, Färöer, Gibraltar, Isle of Man, Jamaika, Jersey, Südkorea, Lettland, Litauen, Monaco, Mongolei, Pakistan, Rumänien, Schottland, Serbien, Singapur, Slowakei, Slowenien, Thailand, Trinidad und Tobago, Turks- und Caicosinseln und der Ukraine

## Mädchen

### Teilnehmerinnen
Folgende Spielerinnen sind für die Mädchenwettbewerbe qualifiziert:
- Die Top 32 der WDF Youth Main Ranking Table vom 4. Oktober 2021
- Die Top 32 der WDF Youth Main Ranking Table vom 29. November 2021
- Die Top 4 der WDF Youth Regional Ranking Table Australia vom 4. Oktober 2021
- Die Top 4 der WDF Youth Regional Ranking Table Canada vom 4. Oktober 2021
- Die Top 4 der WDF Youth Regional Ranking Table New Zealand vom 4. Oktober 2021
- Die Top 4 der WDF Youth Regional Ranking Table USA vom 4. Oktober 2021
- Die Top 4 der WDF Youth Regional Ranking Table Australia vom 29. November 2021
- Die Top 4 der WDF Youth Regional Ranking Table Canada vom 29. November 2021
- Die Top 4 der WDF Youth Regional Ranking Table New Zealand vom 29. November 2021
- Die Top 4 der WDF Youth Regional Ranking Table USA vom 29. November 2021
- Die Top 8 der WDF Youth Regional Ranking Table Asia vom 4. Oktober 2021
- Die Top 8 der WDF Youth Regional Ranking Table East Europe vom 4. Oktober 2021
- Die Top 8 der WDF Youth Regional Ranking Table North Europe vom 4. Oktober 2021
- Die Top 8 der WDF Youth Regional Ranking Table UK/Ireland vom 4. Oktober 2021
- Die Top 8 der WDF Youth Regional Ranking Table West Europe vom 4. Oktober 2021
- Die Top 8 der WDF Youth Regional Ranking Table Asia vom 29. November 2021
- Die Top 8 der WDF Youth Regional Ranking Table East Europe vom 29. November 2021
- Die Top 8 der WDF Youth Regional Ranking Table North Europe vom 29. November 2021
- Die Top 8 der WDF Youth Regional Ranking Table UK/Ireland vom 29. November 2021
- Die Top 8 der WDF Youth Regional Ranking Table West Europe vom 29. November 2021
- Alle Siegerinnen der Turniere zwischen September und Dezember 2019
- Alle Siegerinnen der Ranking-Turniere 2020
- Alle Finalistinnen der Gold-Turniere 2021
- Alle Siegerinnen der Silber&Bronze-Turniere 2021
- Alle Medaillenträgerinnen des WDF Youth World Cup 2019
- Alle Siegerinnen und Finalistinnen des WDF Youth Europe Cup 2020
- Alle Siegerinnen der BDO Youth Darts Championship unter 18 Jahren
- Alle Siegerinnen des World Youth Masters unter 18 Jahren
- jeweils fünf Spielerinnen aus England, Deutschland, den Niederlanden und den USA
- jeweils vier Spielerinnen aus Australien und Indien
- jeweils drei Spielerinnen aus Österreich, den Bahamas, Belgien, Kanada, Katalonien, Kroatien, Zypern, Tschechien, Dänemark, Ägypten, Äthiopien, Finnland, Frankreich, Griechenland, Hongkong, Ungarn, Iran, Italien, Japan, Luxemburg, Macau, Malaysia, Malta, Neuseeland, Nordirland, Norwegen, Polen, Irland, Russland, Südafrika, Spanien, Schweden, Schweiz, der Türkei und Wales
- jeweils zwei Spielerinnen aus Barbados, Brasilien, Brunei, Bulgarien, den Caymaninseln, Taiwan, Estland, Färöer, Gibraltar, Isle of Man, Jamaika, Jersey, Südkorea, Lettland, Litauen, Monaco, Mongolei, Pakistan, Rumänien, Schottland, Serbien, Singapur, Slowakei, Slowenien, Thailand, Trinidad und Tobago, Turks- und Caicosinseln und der Ukraine